# Coupe d'Islande de football 2008
La coupe d'Islande 2008 de football (VISA-bikar karla 2008) est la 49e édition de la Coupe d'Islande. 66 clubs y ont pris part.
La compétition a débuté le 24 mai 2008 par le match opposant Höfrungur (Íþróttafélagið Höfrungur) à Skallagrímur (Ungmennafélagið Skallagrímur).

## Déroulement de la compétition

### 1erTour
Les matchs de ce tour ont été joués les 24, 26 et 27 mai 2008.
| Équipe 1                           | Score | Équipe 2                    |  |
| Höfrungur (-)                      | 0-4   | UMF Skallagrímur (3. Deild) |  |
| KFG (3. Deild)                     | 0-1   | Augnablik (3. Deild)        |  |
| Snæfell (3. Deild)                 | 0-3   | Grundarfjörður (-)          |  |
| Völsungur Húsavík (2. Deild)       | 1-3   | Magni Grenivík (3. Deild)   |  |
| Tindastóll Sauðárkrókur (3. Deild) | 2-1   | Kormákur (-)                |  |
| kv (3. Deild)                      | 3-4   | Ýmir (3. Deild)             |  |
| Þróttur Vogum (3. Deild)           | 3-1   | Gnúpverjar (-)              |  |
| Ægir Þorlákshöfn (3. Deild)        | 1-2   | Elliði (-)                  |  |
| Reyðarfjörður (3. Deild)           | 4-3   | Boltaf. Norðfj. (-)         |  |
| Hrunamenn (-)                      | 0-4   | Árborg (3. Deild)           |  |
| KF Berserkir (3. Deild)            | 3-0   | Kjalnesingar (-)            |  |
| Leiknir F. (3. Deild)              | 1-3   | Spyrnir (3. Deild)          |  |
| Hvíti riddarinn (3. Deild)         | 3-2   | UMFL (-)                    |  |
| Álftanes (3. Deild)                | 1-3   | Hamrarnir/Vinir (3. Deild)  |  |
| KFR (3. Deild)                     | 2-4   | KB Breiðholts (3. Deild)    |  |
| Dalvík/Reynir (3. Deild)           | 1-3   | Hvöt Blönduós (2. Deild)    |  |

 *  - après prolongation

 **  - aux tirs au but

### 2eTour
Les matchs de ce tour ont été joués les 1er, 2 et 3 juin 2008.
Ce tour voit l'entrée en lice des clubs de 1. deild karla et de 2. deild karla.
| Équipe 1                           | Score | Équipe 2                           |   |
| KFS Vestmannaeyjar (3. Deild)      | 2-0   | Ýmir (3. Deild)                    |   |
| Þór Akureyri (1. Deild)            | 1-0   | KS/Leiftur (1. Deild)              |   |
| Reyðarfjörður (3. Deild)           | 0-17  | KF Fjarðabyggðar (1. Deild)        |   |
| Sindri Höfn (3. Deild)             | 6-0   | Spyrnir (3. Deild)                 |   |
| ÍH Hafnarfjörður (2. Deild)        | 2-4   | Stjarnan Garðabær (1. Deild)       |   |
| UMF Skallagrímur (3. Deild)        | 1-4   | UMF Selfoss (1. Deild)             |   |
| Hamrarnir/Vinir (3. Deild)         | 1-7   | Hamar Hveragerði (2. Deild)        |   |
| Vikingur Ólafsvík (1. Deild)       | 0-1   | Grótta Seltjarnarnes (2. Deild)    |   |
| Elliði (-)                         | 2-3   | Reynir Sandgerði (2. Deild)        |   |
| Þróttur Vogum (3. Deild)           | 3-0   | Hvíti riddarinn (3. Deild)         |   |
| Tindastóll Sauðárkrókur (2. Deild) | 0-5   | Hvöt Blönduós (2. Deild)           |   |
| Leiknir Reykjavík (1. Deild)       | 8-4   | Augnablik (3. Deild)               |   |
| Höttur Egilsstaðir (2. Deild)      | 5-1   | Huginn Seyðisfjörður (3. Deild)    |   |
| UMF Njarðvík (1. Deild)            | 0-2   | KB Breiðholts (3. Deild)           |   |
| Víkingur Reykjavík (1. Deild)      | 1-0   | Afturelding Mosfellsbær (2. Deild) |   |
| ÍBV Vestmannaeyjar (1. Deild)      | 3-2   | IR Reykjavik (2. Deild)            | * |
| Grundarfjörður (-)                 | 1-5   | KF Berserkir (3. Deild)            |   |
| Víðir Garður (2. Deild)            | 6-0   | Árborg (3. Deild)                  |   |
| Haukar Hafnarfjörður (1. Deild)    | 12-0  | Afríka (3. Deild)                  |   |
| Magni Grenivík (3. Deild)          | 0-3   | KA Akureyri (1. Deild)             |   |

 *  - après prolongation

 **  - aux tirs au but

### 16esde finale
Les matchs de ce tour ont été joués les 18 et 19 juin 2008.
Il voit l'entrée en lice des clubs de première division.
| Équipe 1                               | Score | Équipe 2                           |       |
| Víkingur Reykjavík (1. Deild)          | 1 - 0 | Grótta Seltjarnarnes (2. Deild)    |       |
| HK Kópavogur (Landsbankadeild)         | 1 - 0 | ÍA Akranes (Landsbankadeild)       |       |
| Víðir Garður (2. Deild)                | 1 - 0 | Þróttur Vogum (3. Deild)           |       |
| ÍBV Vestmannaeyjar (1. Deild)          | 2 - 0 | Leiknir Reykjavík (1. Deild)       |       |
| Haukar Hafnarfjörður (1. Deild)        | 2 - 1 | Berserkir (3. Deild)               |       |
| UG Grindavík (Landsbankadeild)         | 2 - 1 | Höttur Egilsstaðir (2. Deild)      |       |
| Þróttur Reykjavík (Landsbankadeild)    | 2 - 2 | Fylkir Reykjavík (Landsbankadeild) | 2-4** |
| Reynir Sandgerði (2. Deild)            | 3 - 0 | Sindri Höfn (3. Deild)             |       |
| KF Fjarðabyggðar (1. Deild)            | 0 - 2 | FH Hafnarfjörður (Landsbankadeild) |       |
| Þór Akureyri (1. Deild)                | 0 - 1 | Valur Reykjavík (Landsbankadeild)  |       |
| Hamar Hveragerði (2. Deild)            | 2 - 1 | UMF Selfoss (1. Deild)             |       |
| Fram Reykjavík (Landsbankadeild)       | 2 - 1 | Hvöt Blönduós (2. Deild)           |       |
| Fjölnir Reykjavík (Landsbankadeild)    | 6 - 0 | KFS Vestmannaeyjar (3. Deild)      |       |
| Breiðablik Kopavogur (Landsbankadeild) | 1 - 0 | KA Akureyri (1. Deild)             |       |
| ÍBK Keflavík (Landsbankadeild)         | 2 - 1 | Stjarnan Garðabær (1. Deild)       |       |
| KR Reykjavík (Landsbankadeild)         | 1 - 0 | KB Breiðholts (3. Deild)           |       |

 *  - après prolongation

 **  - aux tirs au but

### 8esde finale
Les matchs de ce tour ont été joués les 2 et 3 juillet 2008.
| Équipe 1                               | Score | Équipe 2                           |   |
| Haukar Hafnarfjörður (1. Deild)        | 1 - 0 | HK Kópavogur (Landsbankadeild)     |   |
| Víðir Garður (2. Deild)                | 1 - 4 | Fylkir Reykjavík (Landsbankadeild) |   |
| Reynir Sandgerði (2. Deild)            | 1 - 2 | UG Grindavík (Landsbankadeild)     |   |
| Víkingur Reykjavík (1. Deild)          | 3 - 0 | Hamar Hveragerði (2. Deild)        |   |
| Fjölnir Reykjavík (Landsbankadeild)    | 2 - 1 | ÍBV Vestmannaeyjar (1. Deild)      | * |
| ÍBK Keflavík (Landsbankadeild)         | 3 - 1 | FH Hafnarfjörður (Landsbankadeild) |   |
| KR Reykjavík (Landsbankadeild)         | 2 - 0 | Fram Reykjavík (Landsbankadeild)   |   |
| Breiðablik Kopavogur (Landsbankadeild) | 1 - 0 | Valur Reykjavík (Landsbankadeild)  |   |

 *  - après prolongation

### Quarts de finale
Les matchs de ce tour ont été joués le 24 juillet 2008.
| Équipe 1                               | Score | Équipe 2                           |   |
| KR Reykjavík (Landsbankadeild)         | 3 - 2 | UG Grindavík (Landsbankadeild)     |   |
| Breiðablik Kopavogur (Landsbankadeild) | 3 - 2 | ÍBK Keflavík (Landsbankadeild)     |   |
| Fjölnir Reykjavík (Landsbankadeild)    | 1 - 0 | Víkingur Reykjavík (1. Deild)      |   |
| Haukar Hafnarfjörður (1. Deild)        | 0 - 1 | Fylkir Reykjavík (Landsbankadeild) | * |

 *  après prolongation

### Demi-finale
Les matchs de ce tour ont été joués les 31 août et 1er septembre 2008.
| Équipe 1                               | Score | Équipe 2                            |       |
| Fylkir Reykjavík (Landsbankadeild)     | 3 - 4 | Fjölnir Reykjavík (Landsbankadeild) |       |
| Breiðablik Kopavogur (Landsbankadeild) | 1 - 1 | KR Reykjavík (Landsbankadeild)      | 1-4 * |

 *  aux tirs au but

### Finale
Le match sera joué le 4 octobre 2008 au Laugardalsvöllur de Reykjavik. Ce sera le 67e et dernier match de la coupe d'Islande 2008.
| Équipe 1                            | Score | Équipe 2                       |
| Fjölnir Reykjavík (Landsbankadeild) | 0-1   | KR Reykjavík (Landsbankadeild) |

## Source
- Résultats de la Coupe d'Islande 2008 sur le site de la fédération d'Islande de football